# 精是槍架
精是槍架，是用於戰車乘員訓練之次口徑射擊(Sub-caliber training)訓練器材。其外觀大致為一具三角形架構之金屬鐵架，附有小型馬達以及外接導線，可安裝於CM-11勇虎戰車、M60A3之砲盾前方之三點配置圓環上方。

## 使用方式
將槍架架於砲盾前方三點配置之圓環上並確實鎖緊，並將導線接於戰車同軸機槍之電擊發導線上，將T91戰鬥步槍置於槍架上之長方形凹洞處，並固定確實後，接上上方之驅動馬達之電動擊發裝置，使用車裝觀描系統演練戰車砲歸正以及日、夜間目標射擊，射擊時，選擇射手控制盒之同軸機槍選項，並利用戰車射手位置之H型握把實施射擊。

## 接受訓練及測驗人員
- 戰車車長
- 戰車副車長